# Invicti athletae
Invicti athletetae (16 de maio de 1957) é uma encíclica do Papa Pio XII aos bispos do mundo no 300º aniversário do martírio de Santo André Bobola. 
Algumas partes da encíclica são dirigidas principalmente aos católicos da Polônia. 

## Contexto
Andrzej ou Andrew Bobola nasceu em 1591 na Comunidade Polaco-Lituana. Em 1611, tornou-se membro da Companhia de Jesus (os jesuítas) e em 1622 foi ordenado sacerdote. Ele serviu como pregador e missionário eficaz na parte lituana da Comunidade, até que os cossacos rebeldes o torturaram e o mataram, junto com outros católicos e judeus em maio de 1657. A veneração religiosa dele começou 45 anos depois, quando seu corpo foi considerado incorrupto. Em 1853, o Papa Pio IX autorizou sua beatificação e, em 1938, o Papa Pio XI o canonizou.

## A encíclica
Mais da metade da encíclica é abordada com a vida e a morte de Andrew Bobola.
A encíclica aponta então o santo como um modelo a seguir nas circunstâncias então prevalecentes em certos lugares, onde a religião cristã estava sob grande tensão ou estava quase a ser aniquilada. Os lugares não são especificados, mas as menções aqui e ali na carta sugerem que a referência era a países que tinham ficado sob o domínio comunista no final da Segunda Guerra Mundial. Aí o ensino do Evangelho foi afastado das pessoas, ou foi sujeito ao desprezo como estando fora de contato com os esforços modernos de progresso e prosperidade. Estavam em curso esforços para o erradicar das mentes, prometendo no seu lugar uma felicidade e paz que, a encíclica mantida, é impossível se Deus for excluído.
Essas circunstâncias exigem da parte de bispos, padres e leigos, um forte esforço para defender, explicar e propagar a religião católica. Quanto mais fortes os ataques a Jesus Cristo e à sua Igreja, mais eles devem defender a verdade na fala, na escrita e no bom exemplo, estando preparados para sacrificar tempo e recursos financeiros quando necessário.
Buscar a perfeição cristã sempre envolve um elemento de martírio, testemunhando, se não derramando o sangue, pelo menos resistindo tenazmente ao pecado e se dedicando desinteressadamente ao serviço de Deus. A inspiração pode ser extraída da constância de Andrew Bobola na fé e de seu zelo em defendê-la e divulgá-la.
O papa Pio XII concluiu a encíclica dirigindo algumas palavras em particular ao povo polonês, especialmente aos bispos que sofreram por causa de Cristo. Ele pediu que eles se apegassem à fé recebida de seus ancestrais, imitando sua constância e se esforçando para cumprir o código moral cristão. Ele também os exortou a agir com ousadia, mas com prudência, conhecimento e sabedoria, e a manter a fé e a unidade católicas.

## 30em
1. ↑  Phyllis G. Jestice (editor), Holy People of the World: A Cross-cultural Encyclopedia, vol. 1 (ABC-CLIO 2004 ISBN 978-1-57607355-1), pp. 130–131
2. ↑  David Farmer, The Oxford Dictionary of Saints (Oxford University Press 2011 ISBN 978-0-19959660-7), p. 54
3. ↑  Stanley S. Sokol, The Polish Biographical Dictionary (Bolchazy-Carducci Publishers 1992 ISBN 978-0-86516245-7), p. 345
4. ↑  Invicti athletae, 1–20
5. ↑  Invicti athletae, 21–24
6. ↑  Invicti athletae, 29
7. ↑  Invicti athletae, 30–31
8. ↑  Invicti athletae, 32–37

## Liegações externas
- Invicti athletetae, publicado em Acta Apostolicae Sedis 49 (1957), pp.   321-331
- Invicti Athletae tradução em Inglês
- "O Papa na Polônia" em The Tablet, 25 de maio de 1957